# Blepharidopterus provancheri
Blepharidopterus provancheri är en insektsart som först beskrevs av Burque 1887.  Blepharidopterus provancheri ingår i släktet Blepharidopterus och familjen ängsskinnbaggar. Inga underarter finns listade i Catalogue of Life.